# Friuli Latisana Verduzzo friulano
Il Friuli Latisana Verduzzo friulano è un vino DOC la cui produzione è consentita nella provincia di Udine.

## Caratteristiche organolettiche
- colore: giallo dorato.
- odore: caratteristico, vinoso.
- sapore: lievemente tannico, pieno, delicato.

## Produzione
Provincia, stagione, volume in ettolitri
- Udine  (1990/91)  155,75
- Udine  (1991/92)  184,59
- Udine  (1992/93)  345,8
- Udine  (1993/94)  314,51
- Udine  (1994/95)  387,1
- Udine  (1995/96)  330,58
- Udine  (1996/97)  380,73